# اسپری‌تن، تاسمانی
اسپری‌تن (به انگلیسی: Spreyton) یک شهرک در استرالیا است که در تاسمانی واقع شده‌است.